# Шпања Долина
Шпања Долина (слч. Špania Dolina) насељено је мјесто са административним статусом сеоске општине (слч. obec) у округу Банска Бистрица, у Банскобистричком крају, Словачка Република.

## Становништво
| Година:    | 1994. | 2004.    | 2014.   | 2024.    |
| ---------- | ----- | -------- | ------- | -------- |
| Број људи: | 121   | 182      | 197     | 234      |
| Разлика:   |       | +50,41 % | +8,24 % | +18,78 % |

| Година:    | 2023. | 2024.   |
| ---------- | ----- | ------- |
| Број људи: | 228   | 234     |
| Разлика:   |       | +2,63 % |

Према подацима о броју становника из 2011. године насеље је имало 193 становника.